# Quint Fulvi Flac (cònsol 179 aC)
Quint Fulvi Flac (en llatí: Quintus Fulvius Q. F. M. N. Flaccus) va ser un magistrat romà. Era un dels quatre fills del cònsol Quint Fulvi Flac. Formava part de la gens Fúlvia i portava el cognomen Flac.
Va ser edil curul l'any 185 aC i com que el pretor urbà Gai Dècim acabava de morir es va oferir per ocupar el seu lloc sense èxit. No va accedir a la magistratura de pretor fins al 182 aC, amb Hispània Citerior com a província. En aquesta província va expulsar els celtibers de la ciutat d’Urbicua que va ocupar, i els va derrotar en una gran batalla en la qual haurien mort uns 23.000 celtibers i 4.000 haurien caigut presoners. Després va sotmetre la ciutat de Contrebia i va derrotar altre cop als celtibers que en la major part es van sotmetre als romans.
El senat va decretar un agraïment públic, i al sortir Quint cap a Itàlia, acompanyat dels soldats que més s'havien distingit en les batalles, els celtibers es van revoltar altre cop, potser perquè van creure que preparava una altra acció contra ells, i el van atacar en un congost estret. Malgrat la seva posició desavantatjosa, els va derrotar altre cop, sobretot gràcies a la cavalleria, i els celtibers van perdre 17.000 homes. Flac va construir en agraïment a aquesta victòria el temple romà de Fortuna equestre. Va celebrar les seves victòries amb un triomf l'any 180 aC i fou elegit cònsol pel 179 aC junt amb el seu germà Luci Manli Acidí Fulvià, que portava aquest nom per haver estat adoptat per la família dels Acidí. Uns jocs en honor de Júpiter van ser instituïts pel senat per celebrar les victòries. En el seu consolat va fer la guerra als lígurs als que va derrotar completament i va ocupar els seus campaments, i a la tornada va celebrar un segon triomf.
L'any 174 aC va ser nomenat censor amb Aule Postumi Albí i en el seu càrrec va expulsar del senat al seu propi germà Gneu Fulvi Flac. Va construir un temple de la Fortuna a Roma, millor que el que havia construït a Hispània, usant marbres i elements del temple de Juno al Brútium, cosa que va molestar als brucis, però per por van aguantar el sacrilegi. A Roma es va saber com s’havien obtingut els marbres i els cònsols el van cridar al senat per donar explicacions. Van censurar la seva conducta i els marbres reenviats al lloc d'origen i es van fer sacrificis expiatoris a Juno. Com que al Brútium no hi havia cap arquitecte capacitat per restaurar els marbres es van deixar simplement al temple.
Després de la seva censura va ser escollit membre del col·legi de pontífexs i va començar a donar mostres de bogeria, que la gent considerava un càstig just pel sacrilegi comès. Quan va rebre la notícia que dels dos fills que tenia combatent a Il·líria, un havia mort i l’altre estava greument malalt, es va suïcidar penjant-se a la seva cambra l'any 173 aC.